# Расторгуев, Степан Иннокентьевич
Степа́н Инноке́нтьевич Расторгу́ев (1864 — после 1908 гг.) — русский путешественник и мореплаватель, урядник Якутского казачьего полка.

## Биография
Участник последней Колымо-Индигирской экспедиции И. Д.Черского (1891—1892).
Участник Русской полярной экспедиции (1900—1902 гг.) под руководством Э. В. Толля.

## Память
Именем Расторгуева названы объекты в Северном Ледовитом океане:
- гора Расторгуева (Карское море, Пясинский залив, Каменные острова; гора открыта в 1901 году участниками Русской полярной экспедиции Н. Н. Коломейцевым и С. И. Расторгуевым, в том же году было присвоено название)[1];
- остров Расторгуева (Карское море, Пясинский залив, Каменные острова; открыт и обследован в 1901 году участниками Русской полярной экспедиции Н. Н. Коломейцевым и С. И. Расторгуевым, в том же году было присвоено название)[1];
- остров, до 1939 года и после 2005 года названный в честь А. В. Колчака, в 1939 году был переименован в честь С. И. Расторгуева и до 2005 года назывался остров Расторгуева (Карское море, Таймырский залив, остров обследован  участниками Русской полярной экспедиции)[1];
- пролив Расторгуева (Карское море, Таймырский залив, нанесён на карту в 1901 году участниками Русской полярной экспедиции, тогда же присвоено название)[1];